# Hendrik Anthony Kramers
Hendrik Anthony Kramers (Rotterdam, 2 de fevereiro de 1894 — Oegstgeest, 24 de abril de 1952) foi um físico neerlandês.
Filho de Hendrik Kramers, médico, e de Jeanne Susanne Breukelman. Em 25 de outubro de 1920 casou com Anna Petersen, com quem teve três filhas e um filho. Kramers ficou conhecido de todos como Hans Kramers.
Em 1912 Kramers terminou sua escola secundária em Roterdã, e estudou matemática e física na Universidade de Leiden, onde obteve seu mestrado em 1916. Kramers queria obter experiência internacional, mas a sua primeira escolha, Max Born em Göttingen, não pode ser realizada por causa da Primeira Guerra Mundial. Como a Dinamarca era neutra nessa guerra, assim como os Países Baixos, ele viajou (de navio, por terra era impossível) para Copenhagen, onde encontrou sem avisar o até então desconhecido Niels Bohr.
Bohr aceitou-o como doutorando e Kramers preparou sua dissertação sob a orientação de Bohr. Apesar de Kramers ter feito a maior parte de sua pesquisa de doutorado (sobre intensidades de transições atômicas) em Copenhagen, ele obteve seu Ph.D. em Leiden em 8 de maio de 1919.
Depois de trabalhar por quase dez anos no grupo de Bohr e de se tornar professor associado na Universidade de Copenhagen, Kramers deixou a Dinamarca em 1926 e retornou ao seu país natal. Ele se tornou professor a tempo integral de física teórica na Universidade de Utrecht, onde orientou Tjalling Koopmans. Em 1934 ele deixou Utrecht e substituiu Paul Ehrenfest em Leiden. De 1931 até a sua morte manteve também contato com a Universidade Técnica de Delft.
Kramers foi um dos fundadores do Centro de Matemática em Amsterdã. Recebeu a Medalha Lorentz em 1947 e a Medalha Hughes em 1951.
Kramers emprestou seu nome à cratera Kramers na Lua, à fórmula Kramers-Heisenberg, à aproximação Wentzel–Kramers–Brillouin, às relações de Kramers–Kronig, à dualidade Kramers-Wannier, ao modelo Kramers para cadeias de polímeros, à super-troca Kramers-Anderson e ao teorema de degenerescência de Kramers.
Participou da 5ª, 6ª, 7ª e 8ª Conferência de Solvay.